# Ракель Торрес
Раке́ль То́ррес (англ. Raquel Torres; 11 ноября 1908, Эрмосильо — 10 августа 1987, Лос-Анджелес, Калифорния) — американская (мексиканского происхождения) киноактриса.

## Биография
Будущая актриса родилась 11 ноября 1908 года в мексиканском городе Эрмосильо. При рождении девочка получила имя Пола Мари Остерман, по другой информации — Вильгельмина фон Остерман. Отец — эмигрант из Германии, мать — мексиканка. Младшая сестра — Рени (1911—1998), тоже стала киноактрисой, но особой известности не имела. Вскоре после рождения второй дочери женщина умерла, и семья переехала в США.
С 1928 года девушка начала карьеру киноактрисы. Продюсеры изменили ей имя на модный в то время латиноамериканский псевдоним, в фильмах она разговаривала с преувеличенным фальшивым акцентом. Первая её роль — полинезийская красавица в ленте «Белые тени южных морей» (1928), на этом кастинге она обошла около 300 претенденток. Торрес стала первой актрисой, чей голос был записан в рамках «новой системы отбора талантов в кино». В дальнейшем она ещё неоднократно играла роли «тропических красоток».
В январе 1932 года Торрес была приглашена в Нью-Йорк, на Бродвей, она сыграла роль Терезы в постановке «У Адама было два сына», однако после нескольких представлений актриса вернулась в Голливуд и более никогда в бродвейских театрах не появлялась.
Кинокарьера Торрес была недолгой: всего восемь лет, за которые она снялась в тринадцати фильмах (в двух последних — без указания в титрах).
Ракель Торрес скончалась 10 августа 1987 года в городе Малибу (штат Калифорния) от инфаркта миокарда в возрасте 78 лет. Похоронена на кладбище «Лесная поляна».

### Личная жизнь
В начале 1930-х годов на одной из голливудских вечеринок Торрес познакомилась с нью-йоркским биржевым брокером по имени Стивен Эймс (1897—1954). В то время он был женат на кинозвезде Эдриэнн Эймс, но Ракель сумела «отбить» его, и 21 апреля 1934 пара поженилась. Вскоре после заключения брака девушка прекратила сниматься, а её муж наоборот с 1945 года получил некоторую известность как кинопродюсер. Муж Торрес был весьма состоятельным человеком: в качестве свадебного подарка невесте он преподнёс Rolls-Royce; после свадебного путешествия пара приобрела 2,5 акра земли под застройку в дорогом престижном районе Лос-Анджелеса Бель-Эйр. Брак продолжался 20 лет до самой смерти мужа в апреле 1954 года.
14 февраля 1959 года Торрес вышла замуж второй раз. Её избранником стал известный к тому времени киноактёр Джон Холл (1915—1979), с которым она была знакома по съёмкам ещё с конца 1920-х годов (тогда он был подростком). Невесте было 50 лет, жениху — 43 года. Брак продолжался восемь лет, 9 мая 1967 года последовал развод.

## Фильмография
- 1928 — Белые тени южных морей[англ.] / White Shadows in the South Seas — Фейауэй, полинезийская красавица
- 1929 — Мост короля Людовика Святого / The Bridge of San Luis Rey — Пепита
- 1929 — Всадник пустыни[англ.] / The Desert Rider — Долорес Альварадо
- 1930 — Под техасской луной[англ.] / Under a Texas Moon — Ракелла
- 1930 — Морская летучая мышь[англ.] / The Sea Bat — Найна
- 1930 — Эстрельядос[англ.] / Estrellados — Эльвира Розас
- 1931 — Алоха[англ.] / Aloha — Илану
- 1933 — Это Африка[англ.] / So This Is Africa — Тарзана
- 1933 — Женщина, которую я украл[англ.] / The Woman I Stole — Терезита
- 1933 — Утиный суп / Duck Soup — Вера Маркаль, шпионка
- 1933 — Красный фургон[англ.] / Red Wagon — Старлина
- 1936 — На запад, молодой человек[англ.] / Go West, Young Man — подружка Рико в «Дрейфующей леди» (в титрах не указана)

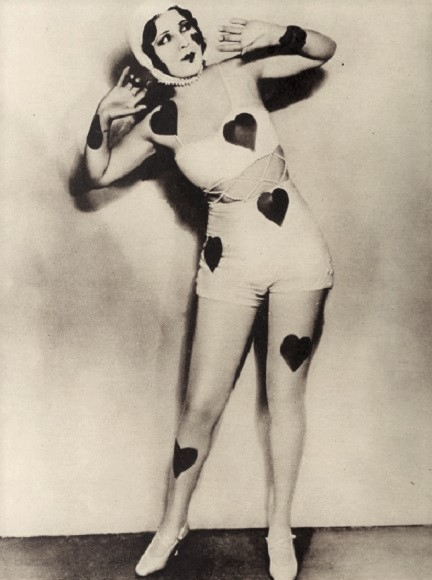
Фото 1929 года
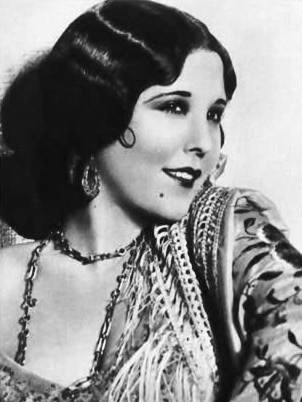
Фото для выпуска «Звёзды Photoplay», 1930
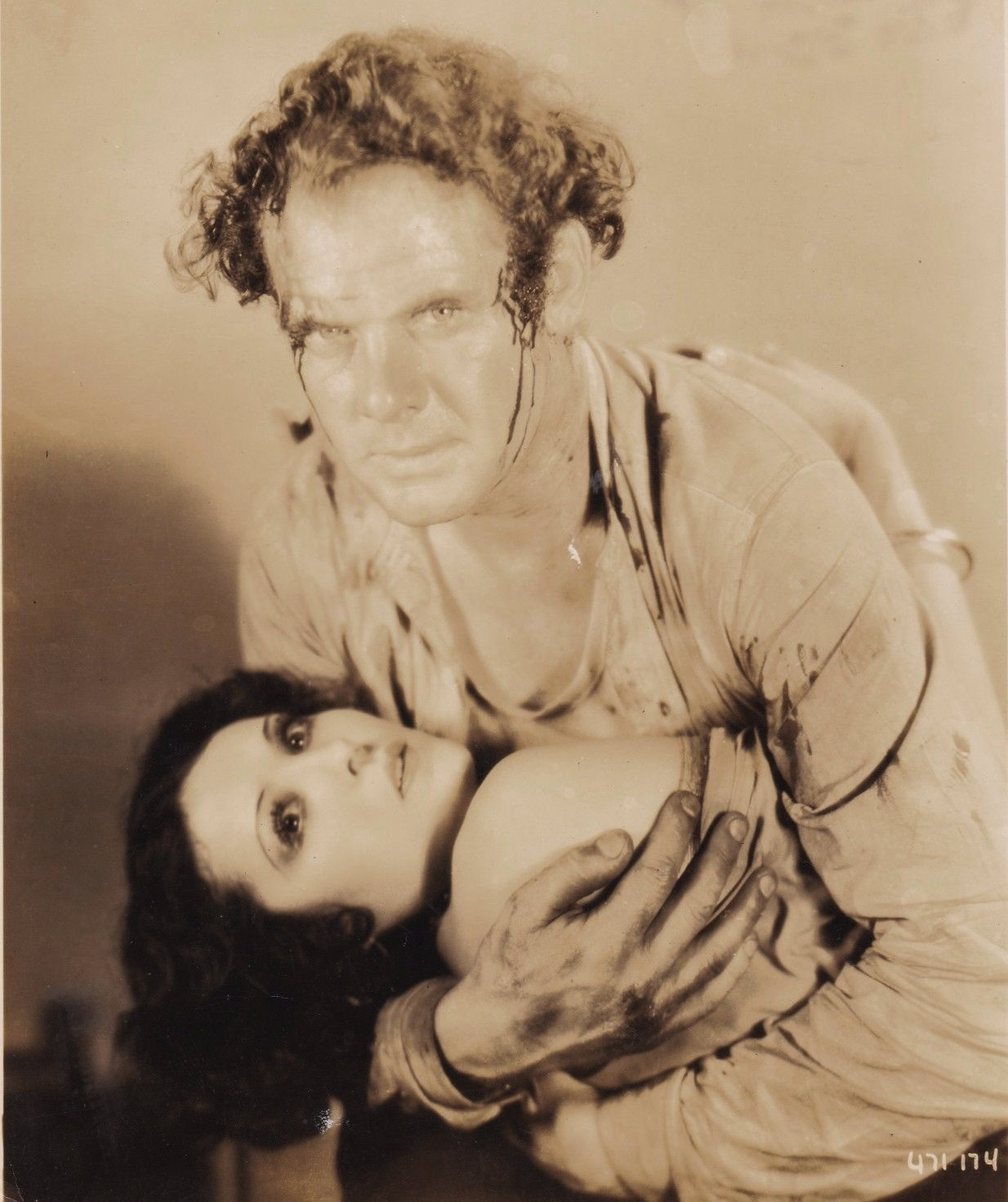
Промо-фото к фильму «Морская летучая мышь[англ.]» (1930); с Чарльзом Бикфордом.
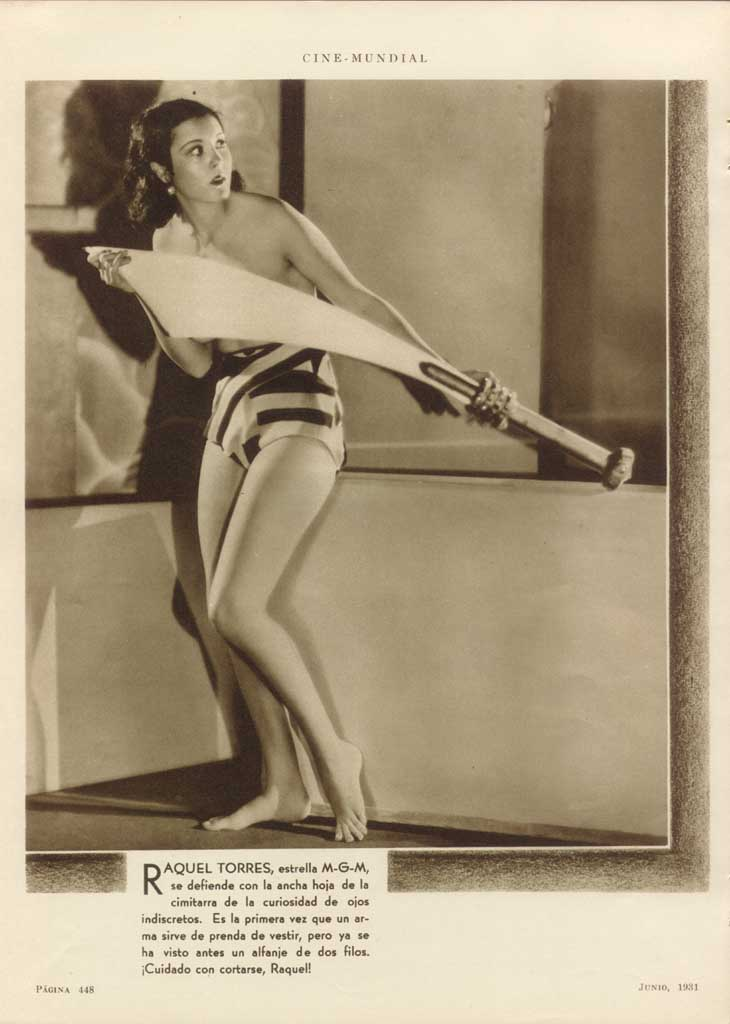
В журнале Argentinean Magazine, июнь 1931
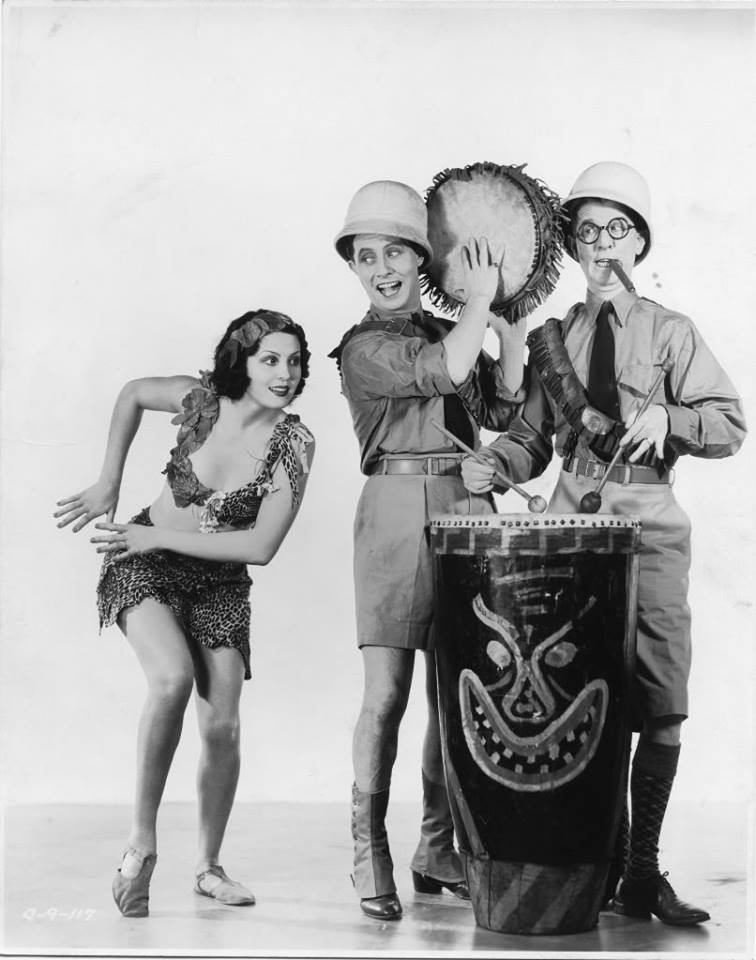
Промо-фото к фильму «Это Африка[англ.]» (1933). Слева направо: Ракель Торрес, Берт Уилер[англ.] и Роберт Вулси[англ.].